# Acalypha mexicana
Acalypha mexicana är en törelväxtart som beskrevs av Johannes Müller Argoviensis. Acalypha mexicana ingår i släktet akalyfor, och familjen törelväxter. Inga underarter finns listade i Catalogue of Life.